# Wes Chatham
John Wesley "Wes" Chatham (Atlanta, Georgia, 1978. október 11. –) amerikai színész.
Fontosabb szerepeket kapott az Elah völgyében (2007), a W. – George W. Bush élete (2008), A segítség (2011), a The Philly Kid (2012) és a Szupercella 2. – Hades (2018) című filmekben. Az éhezők viadala: A kiválasztott 2014-es első és 2015-ös második részében Castort alakítja.
2015 és 2022 között a SyFy csatorna A Térség című sorozatában a főszereplő Amos Burtont játszotta.

## Ifjúkora és tanulmányai
1978. október 11-én született, Georgia északi részén nőtt fel. Szülei kétéves korában elváltak, Chatnam édesanyjával és testvéreivel nevelkedett. Ötéves volt, amikor egy casting rendező felfedezte fiút, aki ezután a Tide mosószergyártó cég országos reklámjában kapott szerepet. Tizenhárom évesen apjához költözött, de lázadó tizenévesként elbocsátották középiskolájából és tanulmányait a Lawrenceville-i Give Center nevű intézményben fejezhette be. Ezalatt egy iskolai mentorprogram keretén belül lehetősége nyílt megírni egy színdarabot, amelyet később osztálytársai előadtak. Az élmény hatására kezdett érdeklődni a színjátszás iránt.

## Színészi pályafutása
A középiskola elvégzése után csatlakozott a hadsereghez, ahol négy éven át dolgozott tűzoltóként az USS Essex fedélzetén. Itt nyílt lehetősége a színészetre, amikor Denzel Washington ezt a hajót szemelte ki az Antwone Fisher története című film forgatásához. Robi Reed casting rendező hiteles szereplőket keresett katonák megformálásához és Chatnam az ő javaslatára Hollywoodba költözött. Itt nemsokára a Showtime Barbershop című szituációs komédiájának állandó szereplője lett.
Paul Haggis filmrendező Tommy Lee Jones mellett őt is beválogatta 2007-ben megjelent Elah völgyében című filmjébe. 2008-ban Chatnam Oliver Stone W. – George W. Bush élete című életrajzi filmjében tűnt fel. A 2000-es évek végén a CBS Az egység című sorozatában kapott állandó szerepet.
2011-ben az Emma Stone által alakított szereplő bátyját játszotta A segítség című történelmi drámában. 2012-ben szerezte meg első címszerepét Joel Silver The Philly Kid című rendezésében – a küzdősportok rajongójaként Chatnam kaszkadőr nélkül készítette el saját akciójeleneteit. Az éhezők viadala: A kiválasztott – 1. rész (2014) és Az éhezők viadala: A kiválasztott – Befejező rész (2015) című filmekben a Castor nevű mellékszereplőt formálta meg.
2015 novemberében kezdett szerepelni a SyFy csatorna A Térség című sci-fi sorozatában, mely 2022-ben fejeződött be. A 2018-ban bemutatott Szupercella 2. – Hades című akciófilmben Sylvester Stallone oldalán tűnik fel.

## Magánélete
Chatnam Jenn Brown televíziós műsorvezető házastársa. Két fiuk született, John Nash és Rhett Jameson.

## Filmográfia

### Film
| Év   | Magyar cím                                        | Eredeti cím                           | Szerep                | Magyar hang      |
| ---- | ------------------------------------------------- | ------------------------------------- | --------------------- | ---------------- |
| 2003 | Kísértés két szólamban                            | The Fighting Temptations              | pénztáros             |                  |
| 2007 | Elah völgyében                                    | In the Valley of Elah                 | Steve Penning tizedes | Seszták Szabolcs |
| 2008 | W. – George W. Bush élete                         | W.                                    | egyetemista           |                  |
| 2011 |                                                   | Husk                                  | Brian                 |                  |
| 2011 | A segítség                                        | The Help                              | Carlton Phelan        |                  |
| 2012 |                                                   | The Philly Kid                        | Dillon                |                  |
| 2013 |                                                   | Baby Bleed (rövidfilm)                | Daddy                 |                  |
| 2014 |                                                   | This Thing with Sarah                 | Ethan                 |                  |
| 2014 | Rettegés alkonyat után                            | The Town That Dreaded Sundown         | Danny                 | Stern Dániel     |
| 2014 | Az éhezők viadala: A kiválasztott – 1. rész       | The Hunger Games: Mockingjay – Part 1 | Castor                | Suhajda Dániel   |
| 2015 | Testvéri kötelék                                  | Broken Horses                         | Ace                   | Előd Álmos       |
| 2015 | Az éhezők viadala: A kiválasztott – Befejező rész | The Hunger Games: Mockingjay – Part 2 | Castor                | Suhajda Dániel   |
| 2016 | Csak téged látlak                                 | All I See Is You                      | Daniel                |                  |
| 2018 | Szupercella 2. – Hades                            | Escape Plan 2: Hades                  | Jasper Kimbral        | Makranczi Zalán  |
| 2020 | Tenet                                             | Tenet                                 | Sammy                 |                  |
| 2023 |                                                   | Squealer                              | Jack                  |                  |

### Televízió
| Év        | Magyar cím                       | Eredeti cím       | Szerep                    | Megjegyzések                              |
| --------- | -------------------------------- | ----------------- | ------------------------- | ----------------------------------------- |
| 2005–2006 |                                  | Barbershop        | Isaac                     | 10 epizód                                 |
| 2005      | Sleeper Cell – Terroristacsoport | Sleeper Cell      | egyetemista               | 1 epizód                                  |
| 2009      | Az egység                        | The Unit          | Sam McBride törzsőrmester | 8 epizód                                  |
| 2012      |                                  | Political Animals | Cox tüzér                 | minisorozat (1 epizód)                    |
| 2012      | A mentalista                     | The Mentalist     | Vince                     | 1 epizód                                  |
| 2013      |                                  | Armed Response    | Blake Morgan              | 4 epizód                                  |
| 2014–2017 |                                  | Hand of God       | Shane Caldwell            | 2 epizód                                  |
| 2015–2022 | A Térség                         | The Expanse       | Amos Burton               | állandó szereplő                          |
| 2017      | Éjszakai műszak                  | The Night Shift   | Clark                     | 1 epizód                                  |
| 2023      | Ahsoka                           | Ahsoka            | Enoch őrkapitány          | - 3 epizód - magyar hangja: - Varga Rókus |

## Fordítás
- Ez a szócikk részben vagy egészben  a   Wes Chatnam című angol Wikipédia-szócikk fordításán alapul.  Az eredeti cikk szerkesztőit annak laptörténete sorolja fel. Ez a jelzés csupán a megfogalmazás eredetét és a szerzői jogokat jelzi, nem szolgál a cikkben szereplő információk forrásmegjelöléseként.